# Helpídio (parente de Teodósio I)
Helpídio (em latim: Helpidius) foi um nobre romano do século IV. Era hispânico e aparentado com o imperador Teodósio I (r. 378–395). Teodósio desejava que ele se cassasse com Olímpia após ela enviuvar, mas Olímpia recusou em 386/387.